# Franjevački samostan Gradovrh
Franjevački samostan na Gradovrhu osnovali su izbjegli franjevci iz samostana sv. Marije u Gornjoj Tuzli koji su morali iseliti zajedno s već izbjeglim zvorničkim franjevcima 1541. kad je kasaba doprla do kršćanske varoši Izvorišta. Bio je posvećen Uznesenju Blažene Djevice Marije.

## Povijest
Nastanili su se na Gradovrhu. Ondje im je samostan i crkvu podigla bogata plemenitaška obitelj Maglašević (Magljašević), otac Ivan i sin Pavao, no uz sultanovo dopuštenje. Kneževska obitelj je započela gradnju, ali su ga franjevcima predali 1512. sa stabiliziranom turskom vlasti. Franjevački samostan u Gradovrhu je neko vrijeme nosio naziv "gornjotuzlanski" iako je bliže Donjoj Tuzli. Podignut je od zemlje i šepera. Izvori bilježe da je prije tursko-mletačkog rata postojao franjevački samostan potkraj 15. i početkom 16. st., građen od drveta. Pripada Franjevačkoj provinciji Bosni Srebrenoj.
Godine 1623. je u gradovrškom samostanu djelovalo 14 franjevaca koji su opsluživali župe Gradovrh, Korenitu, Bijelu i Brčko. Profesor je bio poznati pisac fra Matija Divković. Godine 1623. u ovom samostanu umro je na svom povratku iz Rima u Bugarsku misionar u Bugarskoj i sofijski biskup fra Petar Zlojutrić.
Franjevački samostan dao je najmanje dvojicu kršćanskih mučenika. to su tuzlanski mučenici gvardijan fra Bernardin Doljanin i župnik fra Luka koje su Turci iz mržnje prema vjeri zaklali pa spalili 21. lipnja 1683. godine.
Tijekom 17. stoljeća opsluživao pet župa: Gradovrh, Dragunju, Bijelu, Korjenitu i Brku, a uz nastanak gradovrškog samostana vezan je nastanak župe Drijenča. Prema kraju stoljeća bio je u velikim dugovima prema turskim vjerovnicima, pa je bio opustio. Mnogo je novaca potrošeno da bi se podmitilo osmanske sudove da bi otklonio pećkog patrijarha od njih, jer je pećki patrijarh htio od katolika ubirati crkveni porez i podložiti ih pod svoju vlast. Osim srpskog pravoslavnog poglavara, postojala je prijetnja s turske strane: ovrha bi bila, u slučaju da gradovrški samostan ne plati dug, pretvaranje u džamiju. Godine 1674. samostan u Gradovrhu obišao je biskup fra Nikola Ogramić Olovčić, no zatekao je pust samostan. Franjevci su se dugo opirali nepogodama, no 22. kolovoza 1682. su im nožem ubili gvardijana, župnika živa ispekli i vratara nabili na kolac. Uslijedile su nove nevolje. Bečki je rat (1683. – 1699.) strahovito pogodio katoličanstvo tog kraja, pa su mnogi katolici iselili u novooslobođene hrvatske krajeve preko Save, dok su preostali prešli na islam i pravoslavlje, pa su brojne katoličke župe opustjele i ugašene. Uz rat su harale glad i kuga. Naposljetku su franjevci 1688. napustili gradovrški samostan i sa skupinom od 3000 Hrvata katolika, u jeku Bečkog rata, otišli u Bač, ponijevši sa sobom sliku Gospe Radosne koja je do danas sačuvana. Bački se samostan dugo vremena zvao gradovrškim no 1705. je promijenio ime. Crkva u Gradovrhu i okolici sve teže djeluje, pa se bogoslužje odvija u nedostojnim uvjetima, po šumama, livadama i sl.

## Obnova
Gradovrh je najsvetije i najimpresivnije mjesto sjeveroistočne Bosne. Bio je žilom kucavicom vjerskoga, kulturnog i prosvjetnog života. Važno je i po tome što su franjevci, kada su bili protjerani iz Zvornika i potom iz Gornjih Soli, na Gradovrh sa sobom 1541. ponijeli čudotvornu sliku Zvorničke Gospe, pred kojom su se molili ne samo katolici nego i narodi drugih vjeroispovijedi i narodnosti. Sve ih je Gospa okupljala i njihove molitve uslišavala. Mnogi su po njenome zagovoru dobivali i tjelesno i duhovno ozdravljenje. Gradovrh je sa svojim drevnim samostanom, Gospinoj crkvi s čudotvornom Gospinom slikom i prvim franjevačkim učilištem za civile i klerike na prostorima u sjeveroistočnoj Bosni i mjesto "franjevačkih mučenika", gdje su fratri zajedno s pukom, spremno braneći svoju vjeru polagali svoje živote. Odavde su posljednji fratri protjerani 1688. godine, kad je skupa s četvoricom svećenika kraj napustilo i oko 3000 Hrvata katolika, koji su se potom naselili u tadašnjoj Južnoj Ugarskoj, tj. današnjoj Bačkoj. Samostan i crkva ubrzo su opustošeni, ali uspomena na sveto mjesto je ostala. Predio muslimani nazivaju "Fratarske njive". Ostatci samostana prekriveni su zemljom. Bili su vidljivi još u 20. stoljeću. Danas imamo samo malo ostataka, malo kamenja, ostataka bunara koji je ostao u okviru samostana. Kroz prohujala stoljeća iz poštovanja i pijeteta prema crkvi, Gospinoj čudotvornoj slici i prema mučenicima sve do danas ostao je intaktan i sačuvan od građenja kuća, vikendica ili drugih građevina, što je značajno, jer ovdje ništa nije izgrađeno iako se već desetljećima oko njega nalaze vikend naselja. Provincijal Bosne Srebrene fra Lovro Gavran istakao je da treba zahvaliti Bogu i domaćim muslimanima koji su bili svjesni da ovo nije njihovo, iako su oni to uživali. Domaći muslimani čitavo su vrijeme predio zvali 'fratarske njive', i na njima nisu htjeli ništa graditi. U svezi s time tuzlanski gvardijan fra Mario Divković objavio je Zamolbu za pomoć, upućenu svima kojima je stalo do opstanka Hrvata katolika u tuzlanskome kraju, i obnavljanja svetišta pradjedova na Gradovrhu. Pokrenuo je akciju prikupljanja novčanih sredstava radi otkupa zemljišta na kojemu je nekoć bio Samostan, crkva i prvo učilište u sjeveroistočnoj Bosni. Akcija je polučila uspjeh. 2012. godine, nakon 325 godina, "Fratarske njive" na Gradovrhu ponovno su u vlasništvu tuzlanskoga samostana. Tuzlanski gvardijan otkupio je zemljište od obitelji Hodžić iz Soline. Planira se iskopavanje radi dolaska do temelja samostana i crkve, u šta će također biti uključeni arheolozi. U drugoj fazi bi se lokalitet oživio.
Zbornik Franjevačke provincije Presvetoga Otkupitelja Split "Kačić" listopada 2017. objavio je pedesetak stranica dug istraživački elaborat Fahrudina Hidanovića Franjevački samostan na Gradovrhu – prilog poznavanju prošlosti tuzlanskoga kraja. Hidanovićev elaborat do danas je vjerojatno ponajbolji objavljeni prikaz o Gradovrhu. Fahrudin Hidanović, rođen pod Gradovrhom, ovdje je unio rezultate svog višegodišnjeg istraživanja enigme ovog predjela u koji se duboko unio svim svojim znanjem i bićem i entuzijazmom. Za rad je surađivao i s fra Karlom Jurišićem. Sinjski franjevci, predvođeni fra Gabrijelom Jurišićem tiskali su separat, tj. Hidanovićev rad kao posebnu knjižicu.

## Vanjske poveznice
- Nekadašnji izgled samostana Slika u članku u Slobodnoj Evropi
- Facebook - gradovrh.com Nova ruta procesije na Gradovrh, objavljeno 28. srpnja 2013.